# The Castaways on Gilligan's Island
The Castaways on Gilligan's Island is een Amerikaanse televisiefilm gebaseerd op de televisieserie Gilligan's Island. De film kwam uit in 1979 en is een direct vervolg op de film Rescue from Gilligan's Island. Bijna alle acteurs uit de televisieserie zijn aanwezig in de film, behalve Tina Louise.

## Verhaal
De film begint waar de vorige ophield. De groep is terug op het eiland waar ze vijftien jaar doorbrachten. De vloedgolf uit de vorige film blijkt alle ondergrondse pijpleidingen die de groep op het eiland had aangelegd te hebben gevuld met zout water. In hun zoektocht naar nieuw zoet water vindt de groep een aantal vliegtuigwrakken. Deze werden blijkbaar na afloop van de Tweede Wereldoorlog door de Amerikanen achtergelaten op het eiland en nadien overwoekerd door oerwoudplanten. De vloedgolf heeft ze blootgelegd.
De professor krijgt een van de vliegtuigen aan de praat door onderdelen van alle vliegtuigen te combineren en de groep vertrekt met het vliegtuig naar Hawaï. Nauwelijks opgestegen, krijgen ze motorproblemen. Gilligan probeert ballast te lossen, maar valt zelf ook uit het vliegtuig. Hij heeft een parachute om en landt veilig op het eiland. De anderen besluiten, tegen beter weten in, terug te vliegen om hem op te halen. Zodra ze zijn geland, vallen de motoren van het vliegtuig: ze zaten niet goed vast. Als ze niet waren geland, waren ze neergestort. In zekere zin heeft Gilligan met zijn geblunder hun leven gered.
Het vliegtuig blijkt tijdens zijn korte verblijf in de lucht te zijn opgepikt door de radar van een Amerikaans marineschip, dat een kijkje gaat nemen bij het eiland. De groep wordt wederom gered en teruggebracht naar de beschaving. Eenmaal terug op het vasteland zorgen ze ervoor dat de Amerikaanse overheid het eiland vast laat leggen op een kaart, zodat in de toekomst niet weer mensen er jaren vast komen te zitten.
Een jaar verstrijkt en het eiland is een tropisch vakantieoord geworden, volledig verbonden met de beschaving. Mr. Howell blijkt het meesterbrein te zijn achter dit vakantieoord. Alle andere leden van de groep werken er als personeel. Zij zijn anoniem eigenaar van het eiland. Er komen dagelijks gasten op het eiland. In de rest van de film probeert de groep een aantal gasten te helpen met hun problemen. Zo moeten Gilligan en Skipper een jongetje dat is weggelopen onder hun hoede nemen en arriveert er een werkverslaafde in het hotel.

## Rolverdeling
| Acteur          | Personage                       |
| --------------- | ------------------------------- |
| Bob Denver      | Gilligan                        |
| Alan Hale       | Skipper Jonas Grumby            |
| Russell Johnson | Dr. Roy Hinkley (de professor)  |
| Jim Backus      | Thurston J. Howell III          |
| Natalie Schafer | Eunice "Lovey" Wentworth Howell |
| Judith Baldwin  | Ginger Grant                    |
| Dawn Wells      | Mary Ann Summers                |
| Tom Bosley      | Henry Elliott                   |
| Marcia Wallace  | Myra Elliott                    |
| Ronnie Scribner | Robbie Sloan                    |
| Judith Searle   | Mrs. Sloan                      |
| Rod Browning    | Dr. Tom Larsen                  |
| Joan Roberts    | Laura Larsen                    |
| Peter MacLean   | Fred Sloan                      |
| Natasha Ryan    | Little girl                     |
| Mokihana        | Naheeti                         |

## Achtergrond
De film diende als proefaflevering voor een geplande nieuwe serie waarin Gilligan hotel houdt op het eiland en daar regelmatig vreemde gasten krijgen. Deze serie kwam er niet.